# Frutarianizm

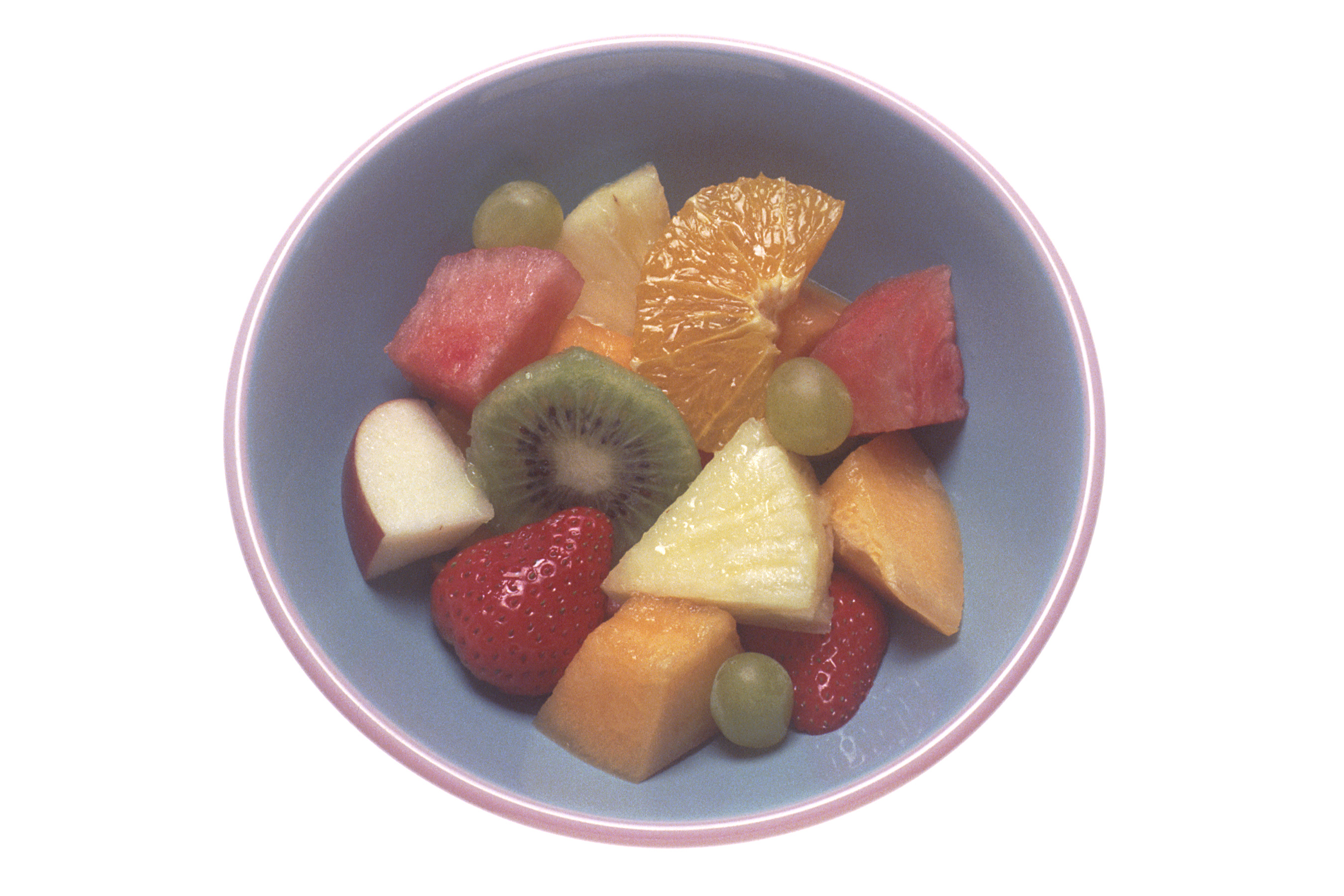
Przykładowa frutariańska przekąska – sałatka owocowa

Frutarianizm (rzadziej dieta frutariańska, od ang. fruitarianism) – przykład monodiety; sposób odżywiania, będący skrajnie restrykcyjną odmianą weganizmu, w której dopuszcza się spożywanie wyłącznie surowych owoców, orzechów i nasion. Frutarianie są także witarianami, to znaczy odrzucają gotowanie i inne formy obróbki termicznej. Dieta frutariańska jest oparta na owocach; także tych, które kulinarnie są uważane za warzywa, a botanicznie są zaklasyfikowane jako owoce. Frutarianie uzasadniają swój sposób odżywiania odwołując się do klasyfikacji gatunku ludzkiego i jego pokrewieństwa z innymi człowiekowatymi oraz powołując się na ich naturalną dietę. Przypisują często owocom magiczne działanie, wierząc że są pokarmem "wysokowibracyjnym". Frutarianie wierzą, że nie należy jeść owoców, których zerwanie uśmierciłoby roślinę, wyklucza to wykopywanie, wyrywanie z korzeniami, ścinanie i inne działania rolnicze. Najbardziej radykalni frutarianie jedzą tylko te, które same spadną na ziemię.

## Krytyka
Dieta frutariańska powoduje niedobory wapnia, białka, żelaza, cynku, witaminy D, witamin z grupy B (zwłaszcza B12) i niezbędnych kwasów tłuszczowych. Diety witariańskie są powiązane z niską gęstością kości, erozją zębów i zaburzeniami miesiączkowania.

### Frutarianizm jako zaburzenie odżywiania
Krytycy twierdzą, że frutarianizm może stanowić przejaw ortoreksji, zaburzenia odżywiania skoncentrowanego na nadmiernej dbałości o zdrowe odżywianie. Poważne ograniczenia żywieniowe nieodłącznie związane z dietą frutariańską mogą wywołać ortoreksję.

Prawdziwie skrajna dieta, taka jak fruitarianizm, jest niemalże z definicji ortoreksyczna – nie zapewnia ona żywienia zgodnego ze zdrowiem, a aby stać się frutarianem, osoba musiała już dosyć daleko zajść na ścieżce obsesji.

W korzystne działanie diety frutariańskiej wierzył Steve Jobs, który twierdził, że będąc na tej diecie wystarczy kąpać się raz w tygodniu, co jednak powodowało problemy towarzyskie. Ashton Kutcher, przygotowując się do roli Jobsa w filmie biograficznym, przeszedł na dietę frutariańską, co doprowadziło do zaburzeń funkcjonowania trzustki i hospitalizacji.